# Bus Simulator 21
Bus Simulator 21 – symulator autobusu opracowany przez Stillalive Studios i wydany przez Astragon Entertainment. Jest rozwijany na silniku Unreal Engine 4. Jest to szósta gra z serii Bus Simulator i bezpośrednia kontynuacja Bus Simulator 18. Gra została wydana 7 września 2021 roku na systemy Microsoft Windows, PlayStation 4 i Xbox One.

## Rozgrywka
Bus Simulator 21 toczy się w „Angel Shores”, nowym fikcyjnym nowoczesnym mieście zlokalizowanym w Stanach Zjednoczonych, które jest oparte na San Francisco Bay Area. Gra zawiera linię brzegową i dzielnice, takie jak Chinatown. Oprócz mapy Kalifornia w grze pojawi się poprawiona mapa „Seaside Valley” z jej poprzednika Bus Simulator 18. Gra wprowadziła do serii autobus piętrowy taki jak oficjalnie licencjonowany Alexander Dennis Enviro500 oraz autobusy elektryczne. Inne licencjonowane marki autobusów to Blue Bird, BYD, Grande West, Iveco, MAN, Mercedes-Benz, Scania, Setra i Volvo. Gra zaoferowała również tryb multiplayer.

## Oceny
Bus Simulator 21 otrzymał mieszane recenzje według agregatora recenzji Metacritic.